# Богдан, Андрей Иосифович
Андре́й Ио́сифович Бо́гдан (укр. Андрій Йосипович Богдан; род. 3 декабря 1976, Львов, УССР, СССР) — украинский государственный деятель, юрист, политик. Руководитель Администрации президента, позднее — Офиса президента Украины (25 июня 2019 — 11 февраля 2020). Член СНБО с 31 мая 2019 года по 12 февраля 2020 года. Заслуженный юрист Украины (2007).
Правительственный уполномоченный по вопросам антикоррупционной политики в правительстве Азарова (2010—2014), в 2007—2010 годах — заместитель министра юстиции Николая Онищука.
С 2014 года — советник украинского олигарха и председателя Днепропетровской областной государственной администрации Игоря Коломойского.

## Биография
Отец —  Иосиф Игнатьевич Богдан (род. 21.01.1945), кандидат юридических наук, доцент кафедры гражданского права и процесса Львовского национального университета (ЛНУ) имени Ивана Франко.
В 1998 году Андрей окончил юридический факультет Львовского государственного университета им. Ивана Франко (ныне — Львовский национальный университет им. Ивана Франко; ЛНУ), получив квалификацию юриста, а в 2007 году — экономический факультет ЛНУ, получив квалификацию экономиста, специалиста по финансам.
Кандидат юридических наук (2010). Имеет 2 ранг государственного служащего.
С 1998 года — юрисконсульт в частном и государственном секторах. С 2001 года — адвокат Киевского апелляционного хозяйственного суда. С 2004 года — партнёр, управляющий партнёр Адвокатского объединения «Пукшин и Партнёры».
Работал на должностях заместителя министра юстиции Украины (2008—2010), заместителя министра Кабинета министров Украины — правительственного уполномоченного по вопросам антикоррупционной политики (2010—2011), советника премьер-министра Украины с февраля 2011 года.
Правительственный уполномоченный по вопросам антикоррупционной политики (11 июля 2013 — 5 марта 2014).
На выборах в Верховную Раду в 2007 году — кандидат в народные депутаты Украины от блока «Наша Украина — Народная самооборона», № 93 в списке. На время выборов: адвокат, управляющий партнёр адвокатского объединения «Адвокатская фирма „Юридические советники“» (беспартийный).
На выборах в Верховную Раду в 2014 году — кандидат в народные депутаты Украины от партии «Блок Петра Порошенко», № 74 в списке. На время выборов: главный юрисконсульт юридической фирмы «Статус» (беспартийный) и внештатный советник Днепропетровского губернатора Коломойского. 25 марта 2016 года на съезде партии был исключён из избирательного списка, что не дало ему возможности занять освободившееся место в Верховной раде, обжалование в суде результата не дало.
Богдан работал внештатным советником председателя Днепропетровской ОГА Игоря Коломойского, был адвокатом бывшего лидера партии «УКРОП» Геннадия Корбана.

## В команде Зеленского
В ходе президентской кампании 2019 года Богдан был советником кандидата Владимира Зеленского по юридическим вопросам.
После победы Зеленского, 21 мая 2019 года, Богдан был назначен главой Администрации президента Украины.
Назначение Богдана вызвало критику в украинском обществе. На Украине и в США его связывали с Игорем Коломойским и считали назначение Богдана косвенным подтверждением слухов о зависимости Зеленского от Коломойского.
Кроме того, указывалось, что это назначение нарушает действующий в стране закон «Об очищении власти», который запрещает чиновникам, работавшим в правительстве при Викторе Януковиче, занимать государственные должности до 2024 года.
Тем временем Андрей Богдан возглавил Офис президента Украины, созданный вместо упразднённой Администрации президента. Он быстро завоевал репутацию «серого кардинала» при Зеленском и поддерживал эту репутацию. Так, в интервью «Украинской правде» он утверждал, что лично уговорил Зеленского баллотироваться в президенты Украины: "Я ему сказал: «Володя, ты понимаешь, что фильмом „Слуга народа“ ты дал людям надежду?»".
Находясь на своём посту, Богдан вступил в конфликт с украинскими СМИ. Так, он заявлял, что новой власти не нужны СМИ для общения с обществом и необходимость очищения коррумпированной журналистики. Также он обвинял журналистов-расследователей в  порохоботстве (поддержке прежнего президента) и отказывался общаться с ними. СМИ, в свою очередь, обвиняли Богдана в коррупционных связях.
11 февраля 2020 года Богдан был снят с должности. После отставки публично подвергал критике политику Зеленского.

## Бизнес и собственность
Журналисты программы «Наши деньги» Дениса Бигуса выяснили, что Богдан причастен к офшорам, которые занимались кредитными аферами на сотни миллионов гривен. Он является владельцем имения в Конча-Заспе и больших участков земли в Киевской области, которые купил, находясь на государственной службе. Журналисты утверждают, что Богдан консультировал организаторов кредитных мошенничеств.

## Награды
- Заслуженный юрист Украины (22 июня 2007) — за весомый личный вклад в развитие конституционных принципов украинской государственности, многолетний добросовестный труд, высокий профессионализм и по случаю Дня Конституции Украины[41].
- Почётная грамота Кабинета министров Украины (2013)[14]
- Третий ранг государственного служащего.

## Семья
Разведён с весны 2019 года. Бывшая жена — Ольга Игоревна Богдан — предприниматель. Четыре дочери: Виктория, Анастасия, Екатерина и София.